# Saint-Paul-de-Varces
Saint-Paul-de-Varces is een gemeente in het Franse departement Isère (regio Auvergne-Rhône-Alpes). De plaats maakt deel uit van het arrondissement Grenoble. Saint-Paul-de-Varces telde op 1 januari 2022 2.212 inwoners. 

## Geografie
De oppervlakte van Saint-Paul-de-Varces bedroeg op 1 januari 2022 19,69 vierkante kilometer; de bevolkingsdichtheid was toen 112,3 inwoners per km².

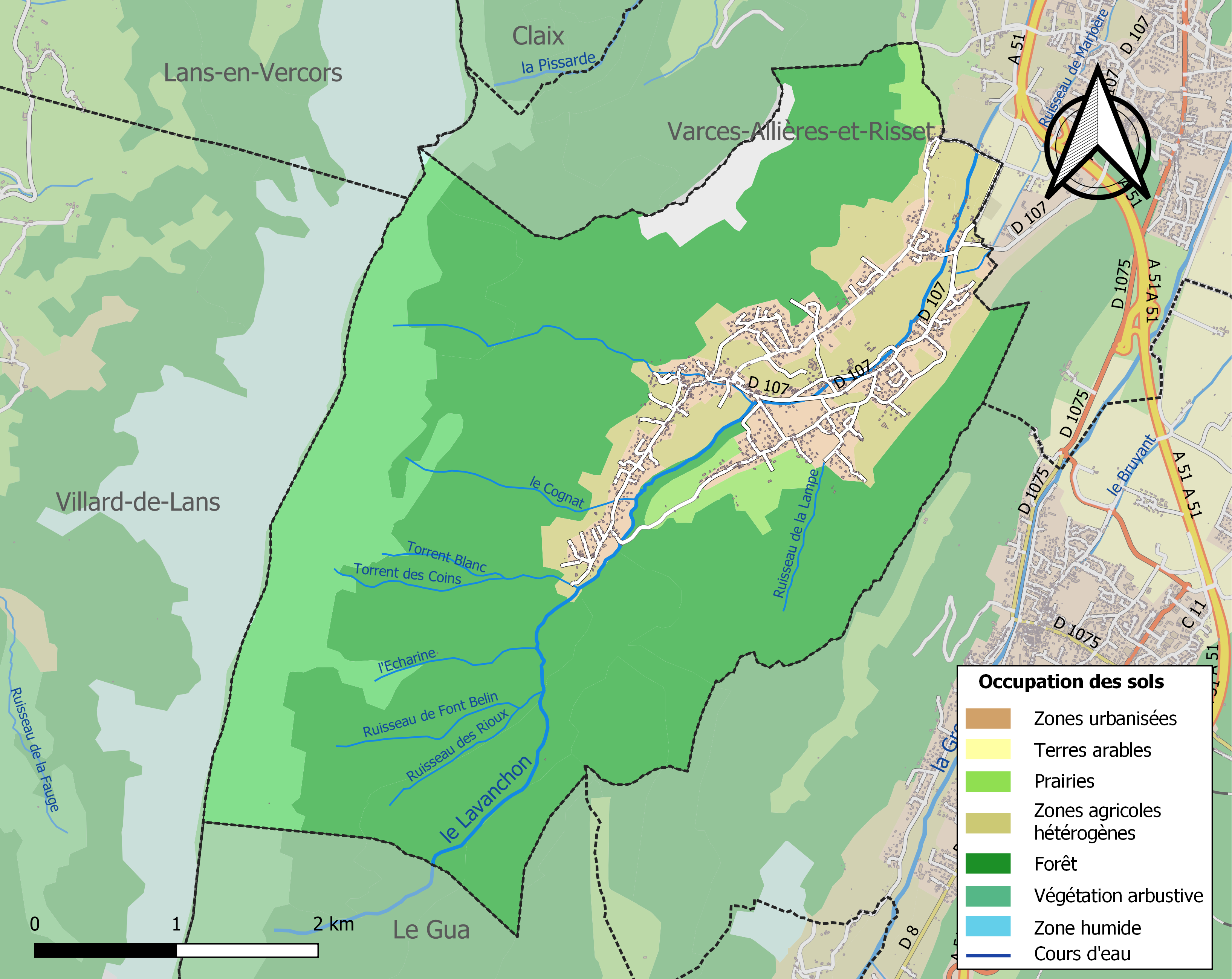
Kaart van de gemeente met de belangrijkste infrastructuur, bodemgebruik en omliggende gemeenten

## Demografie
Onderstaande figuur toont het verloop van het inwonertal (bron: INSEE-tellingen).